# Matrona (geslacht)
Matrona is een geslacht van libellen (Odonata) uit de familie van de beekjuffers (Calopterygidae). De typesoort is Matrona basilaris.

## Soorten
Deze lijst is op basis van World Odonata List.
- Matrona annina Zhang & Hämäläinen, 2012
- Matrona basilaris Selys, 1853
- Matrona corephaea Hämäläinen, Yu & Zhang, 2011
- Matrona cyanoptera Hämäläinen & Yeh, 2000
- Matrona nigripectus Selys, 1879
- Matrona oreades Hämäläinen, Yu & Zhang, 2011
- Matrona taoi Phan & Hämäläinen, 2011